# Sam Waterston
Sam Atkinson Waterston (Cambridge (Massachusetts), 15 november 1940) is een Amerikaans acteur.
Waterston is een zoon van Alice Tucker en George Chychele Waterston (een immigrant uit Leith, Schotland). Waterston bezocht de Brooks School in North Andover, Massachusetts, en de Groton School. Hij studeerde ook aan de Yale-universiteit en haalde daar een graad in 1962.
Waterston debuteerde in Fitzwilly in 1967. Waterston is zes maal genomineerd voor een Emmy Award en eenmaal voor een Oscar (voor zijn hoofdrol in The Killing Fields).
Hij speelde vanaf het vijfde tot en met het 20e en laatste seizoen in de langlopende politieserie Law & Order, in totaal 368 afleveringen (1994–2010), de rol van Jack McCoy – aanvankelijk uitvoerend en later officier van justitie.
Op 7 januari 2010 kreeg Waterston een ster op de Hollywood Walk of Fame.
Zijn zoon James Waterston is ook acteur, evenals zijn dochters Elizabeth en Katherine.

## Filmografie
- 1965 - The Plastic Dome of Norma Jean - Andy
- 1967 - Fitzwilly - Oliver
- 1969 - Generation - Desmond
- 1969 - Three - Taylor
- 1970 - Cover Me Babe - Cameraman
- 1971 - Who Killed Mary What's 'Er Name? - Alex
- 1972 - Mahoney's Estate - Felix
- 1972 - Savages - James, the Limping Man
- 1973 - The Glass Menagerie - Tom Wingfield
- 1974 - The Great Gatsby - Nick Carraway
- 1975 - Rancho Deluxe - Cecil Colson
- 1975 - Journey into Fear - Mr. Graham
- 1976 - Sweet Revenge - Le Clerq
- 1978 - Capricorn One - Lt. Col. Peter Willis
- 1978 - Interiors - Mike
- 1979 - Eagle's Wing - White Bull
- 1980 - Sweet William - William
- 1980 - Hopscotch - Joe Cutter
- 1980 - Heaven's Gate - Frank Canton
- 1982 - Oppenheimer - J. Robert Oppenheimer
- 1982 - Q.E.D. - Professor Quentin Everett Deverill
- 1984 - The Killing Fields - Sydney Schanberg
- 1984 - The Boy Who Loved Trolls - Ofoeti
- 1985 - Warning Sign - Cal Morse
- 1986 - Hannah and Her Sisters - David (cameo)
- 1986 - Just Between Friends - Harry Crandall
- 1986 - Flagrant désir - Gerry Morrison
- 1987 - Devil's Paradise - Mr. Jones
- 1987 - September - Peter
- 1988 - Lincoln - Abraham Lincoln
- 1989 - Welcome Home - Woody
- 1989 - Crimes and Misdemeanors - Ben
- 1989 - Lantern Hill - Andrew Stuart
- 1990 - A Captive in the Land - Royce
- 1990 - Mindwalk - Jack Edwards
- 1991 - The Man in the Moon - Matthew Trant
- 1994 - Serial Mom - Eugene Sutphin, D.D.S.
- 1994 - The Enemy Within - President William Foster
- 1994 tot 2010 - Law & Order - Jack McCoy
- 1995 - The Journey of August King - Mooney Wright, Producer
- 1996 - The Proprietor - Harry Bancroft
- 1997 - Shadow Conspiracy - The President
- 2002 - The Matthew Shepard Story - Dennis Shepard
- 2003 - Le Divorce - Chester Walker
- 2003 - The Commission - J. Lee Rankin
- 2012 - The Newsroom - Charlie Skinner
- 2016 - Miss Sloane - George Dupont
- 2017 - Godless (miniserie)- Marshall John Cook
- 2022 - The Dropout - George Shultz